# Шепенс, Жюльен
Жюльен Шепенс (нидерл. Julien Schepens;  19 декабря 1935, коммуна Анзегем, провинция Западная Фландрия, Бельгия  — 16 августа 2006, Нокере,  коммуна Крёйсхаутем, провинция Восточная Фландрия, Бельгия) — бельгийский профессиональный шоссейный велогонщик в 1955-1962 годах. 

## Достижения
1955
3-й Гент — Вевельгем U23
1956
2-й Париж — Тур
1957
1-й — Этап 2 Париж — Ницца 
1-й — Этапы 1 и 3 Четыре дня Дюнкерка 
1-й — Этапы 1 и 8 Tour de l'Ouest 
4-й Милан — Сан-Ремо
4-й Омлоп Хет Ниувсблад
8-й Гент — Вевельгем
9-й Чемпионат мира — Групповая гонка (проф.)
10-й Флеш Валонь
1958
3-й Нокере Курсе
1959
5-й Дварс дор Фландерен
1-й — Этап 2
1960
1-й — Этап 1а Тур де Франс
 Лидер в генеральной классификации после Этапа 1а
1-й — Этап 3 Четыре дня Дюнкерка
1-й Circuit Mandel-Lys-Escaut
3-й Тур Пикардии — Генеральная классификация
1-й — Этап 2
3-й Дварс дор Фландерен
6-й E3 Харелбеке
8-й Кюрне — Брюссель — Кюрне
1961
5-й Кюрне — Брюссель — Кюрне
1962
1-й Гран-при Денена

## Статистика выступлений

### Гранд-туры
| Гранд-тур                 | 1960 |
| ------------------------- | ---- |
| Джиро д’Италия            | —    |
| Тур де Франс              | НФ   |
| (c 2010 ) Вуэльта Испании | —    |

| —  | Не участвовал  |
| НФ | Не финишировал |